# Jean-Baptiste du Hamel
Jean-Baptiste Du Hamel , Duhamel o du Hamel (11 de junio de 1624 - 6 de agosto de 1706) fue un clérigo francés y  filósofo natural de finales del siglo XVII, y el primer secretario de la Academia de Ciencias de Francia. Como su primer secretario, influyó en el trabajo inicial de la Academia, pero su legado e influencia en la Academia y el crecimiento de la ciencia en Francia es mixto.

## Primeros años y educación
Nació en Vire, Normandía, actualmente en el departamento de Calvados, hijo del abogado de Vire Nicolas Du Hamel. La familia también incluía a otros dos hermanos, Georges, que se convirtió en abogado como su padre y tendría un gran éxito como miembro del Grand Conseil en París, y Guillaume, que se convirtió en sacerdote y sirvió en la corte del Rey de Francia. Comenzó sus estudios formales en Caen y se trasladó a París en 1642. Du Hamel demostró una aptitud temprana para el trabajo académico y a la edad de dieciocho años publicó una explicación del trabajo de Teodosio de Bitinia llamado Sphériques de Théodose , a la cual añadió un tratado sobre trigonometría. También mostró interés en la carrera religiosa, ingresó en la  Congregación del Oratorio en 1643, seleccionándolos entre otras movimientos eclesiales debido a su enfoque en el servicio y la beca. Posteriormente se mudó a Angers para enseñar filosofía, y fue ordenado  sacerdote mientras en el transcurso del año 1649. Mientras estuvo en Angers, no solo enfocó su atención en la teología, sino también en el estudio de las matemáticas, la astronomía y la ciencia. Luego fue trasladado de regreso a París como instructor en una escuela oratoriana en la Rue Saint Honoré. Durante esta estancia en París publicó dos de sus obras, Astronomia Physica y De Meteoris et Fossibilus en 1660, que analizan y comparan las antiguas teorías con el cartesianismo. Esta combinación de análisis teórico y científico hizo que muchos de los contemporáneos de Du Hamel lo vieran a él y su trabajo como un vínculo entre la teología y las nuevas ideas de la ciencia.

## Regreso a  París
Su regreso a París coincidió con el final de la rebelión de la  Fronde en 1652. Este momento resultó fortuito para Du Hamel, ya que su ausencia de la capital significó que no se vio afectado por inclinaciones políticas o participación en la rebelión. También se reencontró con su hermano George, quien, como abogado prominente y miembro de Grand Conseil, le presentó a algunos clientes poderosos, entre ellos Hardouin de Péréfixe, ex tutor de Luis XIV y Arzobispo de París, así como a la prominente Familia Barberini.  Du Hamel dejó a los oratorianos en 1653, pero luego se puso a cargo de la parroquia de Neuilly-sur-Marne. Al renunciar a este cargo en 1663, se convirtió en canciller de la iglesia de Bayeux. Al mismo tiempo, también está ocupado en sus estudios de la filosofía natural y la ciencia, escribiendo una de sus obras más famosas, De Consensu Veteris er Novae Philosophiae, en 1663. Hasta ahora, Du Hamel era un conocido y respetado erudito con libros sobre temas teológicos y filosóficos que atrajeron la atención en la comunidad docta, y con la ayuda de su hermano y posiblemente su patrón Péréfixe, Du Hamel llamó la atención de Jean-Baptiste Colbert como potencial secretario de la nueva Académie des Sciences. Du Hamel poseía muchas cualidades que Colbert buscaba en una secretaría para el grupo: podía leer y escribir bien en latín, lo que permitiría la comunicación con otros académicos en Europa, recientemente había publicado trabajos bien recibidos, no tenía ninguna alianza política residual de las rebeliones de Fronte y no había participado en el puñado de academias privadas que precedieron a la fundación de la Académie des Sciences. Cuando Colbert fundó la Academia de Ciencias en 1666, nombró a Du Hamel su primer secretario.

## Académie des Sciences
Inicialmente, Du Hamel manejó el trabajo tradicional de una secretaría; grabó las actas de las reuniones y ayudó en el liderazgo del grupo. Uno de sus primeros deberes fue un viaje a Caen para visitar la Académie de Physique, formada allí en 1662 por Pierre-Daniel Huet y André Graindorge. Aquí, observó el funcionamiento del grupo y cuando la Académie des Sciences se fundó oficialmente a fines de 1666, estableció una relación entre los dos grupos, que se hará más formal después de que la Académie de Physique siga a la Académie des Science como el segundo grupo científico en recibir el reconocimiento real. Además, es Du Hamel, a través de sus escritos, el que influyó en la percepción social de la organización. En 1678 publicó una nueva obra de cuatro volúmenes, Philosophia Vetus et Nova, originalmente atribuida a Colbert, pero escrita por Du Hamel, una nueva versión de su De Consensu Veteris er Novae Philosophiae que fue creado para ser utilizado en universidades y otras escuelas para discutir e intentar reconciliar las diversas escuelas de filosofía, tanto antiguas como modernas. Fue considerado uno de los libros más influyentes en Francia en ese momento. Du Hamel también atribuyó las teorías expuestas por el libro como representativas de las ideas de la Academia, en lugar de las suyas propias, permitiendo a la Academia y sus directores contactar con los estudiantes y promover y popularizar la ciencia en las materias educadas en la sociedad francesa.
Sin embargo, la influencia de Du Hamel no se sentiría tan fuertemente como él, y otros, pudieron haberlo deseado, pues algunos estudiosos atribuyeron esto a sus influencias religiosas, y otros a su atención a otros trabajos. Específicamente, su excelente reputación y su dominio del latín hicieron que fuera nombrado miembro de la delegación francesa en Aix-la-Chapelle, negociando una paz con España después de la Guerra de Devolución. Más tarde fue enviado a Inglaterra para ayudar a un diplomático francés y, mientras estaba allí, se reunió con Robert Boyle, Henry Oldenburg y otros miembros de la Royal Society.
Esta ausencia prolongada de la Academia socavó la influencia de Du Hamel en el grupo. Mientras estaba lejos, Jean Gallois había estado actuando como secretario, pero no tenía el mismo respeto y admiración de los otros miembros. Además, incluso al regresar a París, Du Hamel no se reincorporó inmediatamente a la Académie, dejando el asuntos empresariales del grupo en desorden, sin minutos registrados para el grupo de 1670-1674. Du Hamel también comenzó a dedicarse más reverentemente a su trabajo religioso, retirándose de los estudios científicos, a excepción de sus continuos esfuerzos para escribir y publicar una historia de la Academia en latín. Su compromiso de escribir y publicar en latín también le causó algunas dificultades dentro de la Academia, ya que muchos de los miembros más nuevos prefierían escribir y publicar en francés. Completó su historia del grupo con la publicación de  Regiae Scientiarum Academiae Historia en 1698, poco después de ser reemplazado como secretario por Bernard le Bovier de Fontenelle. La reorganización de la Academia en 1699 tuvo poco o ningún efecto en Du Hamel, con los cambios en la organización en muchos aspectos como un anatema para sus propios intereses y valores. Para 1700, su trabajo científico era mínimo y su creciente atención estaba dirigida hacia la iglesia y la religión. Du Hamel murió el 6 de agosto de 1706 en París.

## Legado
El legado de Du Hamel es mixto. Es mejor recordado como el primer secretario de la Académie des Sciences, pero ejerció poca o ninguna influencia sobre los asuntos administrativos y organizativos, el papel tradicional del secretario. En cambio, es el trabajo académico de Du Hamel, tanto en su análisis de las filosofías competitivas de la ciencia antigua y nueva, como en su papel en la difusión de los valores y creencias de la Academia a estudiantes y académicos los que demostraron ser los más influyentes en la historia de la ciencia en Francia.

## Trabajos publicados
Entre las publicaciones prolíficas de du Hamel fueron las siguientes:
- Les Sphériques de Théodose (1642)
- Philosophia moralis christiana (Angers, 1652);
- Astronomia physica (París, 1659);
- De Meteoris et fossilibus (París, 1660)
- De consensu veteris et novæ philosophiæ (París, 1663), un tratado sobre filosofía natural en el que se comparan las teorías griegas y  escolásticas con las de Descartes ;
- De Corporis affectionibus (París, 1670)
- De mente humana (En la mente humana, 1672), una descripción del funcionamiento de la mente humana desarrollando los principios de la lógica  aristotélica y la filosofía natural  baconiana .
- De corpore animato (París, 1673);
- Philosophia vetus et nova ad usum scholæ acomodata (París, 1678). Este trabajo, compuesto por orden de Colbert como un libro de texto para colegios, se publicó a través de muchas ediciones.
- Theologia speculatrix et practica (7 vols., París, 1690), resumida en cinco volúmenes para usar como libro de texto en seminarios (París, 1694);
- Regiæ scientiarum Academiæ historia (París, 1698; edición ampliada, 1701);
- Institutiones biblicæ (París, 1698), en las que se examinan las cuestiones de autoridad, integridad e inspiración de la Biblia, el valor del texto hebreo y de sus traducciones, el estilo y el método de interpretación, la geografía bíblica y la cronología;
- Biblia sacra Vulgatæ editionis (París, 1705), con presentaciones, notas, tablas cronológicas, históricas y geográficas.